# Miss Universo 1971
Miss Universo 1971 fue la 20.ª edición del certamen de belleza Miss Universo, celebrada el 24 de julio de 1971 en Miami Beach Auditorium, Miami Beach, Florida. Marisol Malaret, Miss Universo 1970 de Puerto Rico, coronó a Georgina Rizk de Líbano como su sucesora. Rizk fue la primera y hasta ahora la única libanesa y de país árabe en ostentar el título de Miss Universo.

## Resultados

### Posiciones
| Resultado Final         | Concursante |
| ----------------------- | --- |
| Miss Universo 1971      | - Líbano - Georgina Rizk |
| 1.ª Finalista           | - Australia - Tony Rayward |
| 2.ª Finalista           | - Finlandia - Pirjo Laitila |

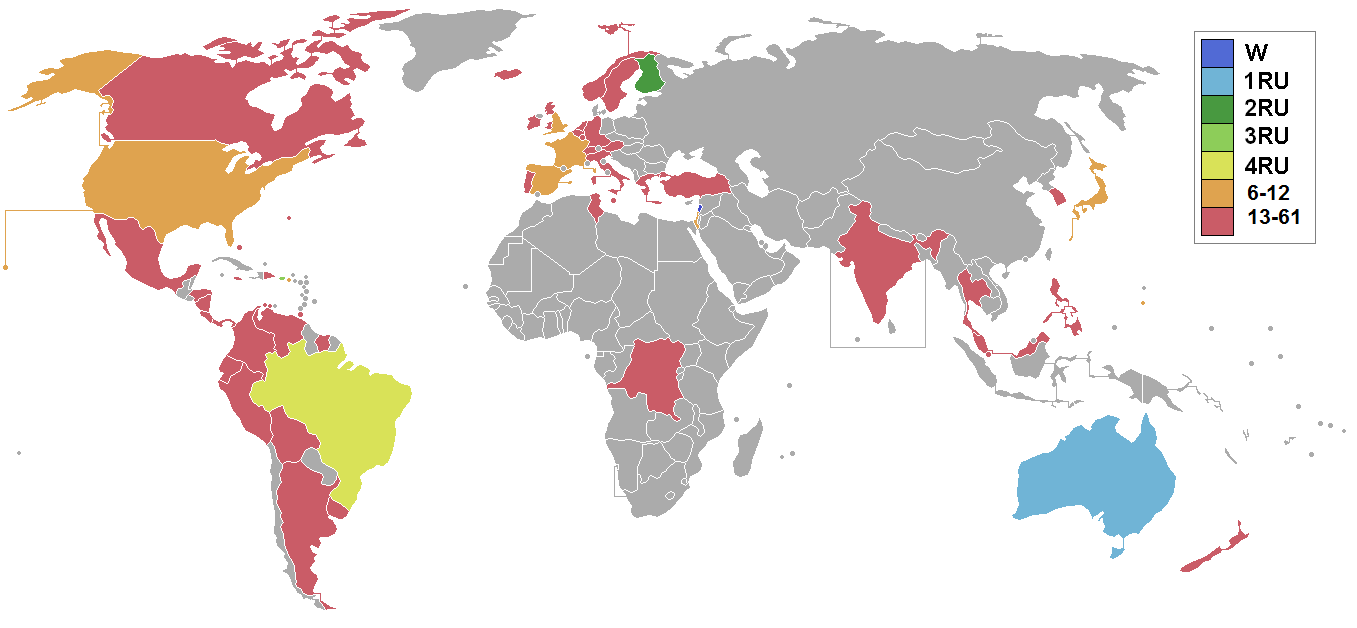
Miss Universo 1971 naciones y territorios participantes con los resultados.

| 3.ª Finalista           | - Puerto Rico - Beba Franco |
| 4.ª Finalista           | - Brasil - Eliane Parreira |
| Semifinalistas (Top 12) | - España - Josefina Roman - Estados Unidos - Michelle McDonald - Francia - Myriam Stocco - Inglaterra - Marilyn Ward - Islas Vírgenes de los Estados Unidos - Cherrie Creque - Israel - Ester Orgad - Japón - Shigeko Taketomi |

### Orden de Clasificación
| Top 12                               | Top 5       |
| ------------------------------------ | ----------- |
| Inglaterra                           | Australia   |
| Líbano                               | Finlandia   |
| Francia                              | Líbano      |
| Puerto Rico                          | Brasil      |
| España                               | Puerto Rico |
| Islas Vírgenes de los Estados Unidos |             |
| Finlandia                            |             |
| Brasil                               |             |
| Israel                               |             |
| Japón                                |             |
| Estados Unidos                       |             |
| Australia                            |             |

## Premios especiales
| Premio          | Delegada                           |
| --------------- | ---------------------------------- |
| Miss Simpatía   | - Perú- Magnolia Martínez          |
| Miss Fotogénica | - Filipinas- Vida Doria            |
| Traje Nacional  | - México - María Luisa López Corzo |

## Delegadas
| - Alemania Federal - Vera Kirst - Argentina - María Del Carmen Vidal - Aruba - Vicenta Vallita Maduro - Australia - Tony Suzanne Rayward - Austria - Edeltraud Neubauer - Bahamas - Muriel Terah Rahming - Bélgica - Martine Yasmine De Hert - Bermudas - Rene Furbert - Bolivia - Ana María Landívar Gantier - Brasil - Eliane Parreira Guimarães - Canadá - Lana Drouillard - Colombia - Piedad Mejía Trujillo - Congo-Kinshasa - Martine Mualuke - Corea - Noh Mi-ae - Costa Rica - Rosa María Rivera - Curazao - Maria Vorhögen - República Dominicana - Sagrario Margarita Reyes de los Colmenares - Ecuador - Ximena Moreno Ochoa - Escocia - Elizabeth Montgomery - España - Josefina Román Gutiérrez - Estados Unidos - Michele Marlene McDonald - Filipinas - Vida Valentina Fernández Doria - Finlandia - Pirjo Aino Irene Laitila - Francia - Myriam Stocco - Gales - Dawn Cater - Grecia - Angela Carayanni - Guam - Linda Mariano Ávila - Holanda - Laura Mulder-Smid - Honduras - Dunia Aracelly Ortega - India - Raj Gill | - Inglaterra - Marilyn Ann Ward - Irlanda - Marie Hughes - Islandia - Gudrun Valgardsdóttir - Islas Vírgenes de los Estados Unidos - Cherrie Raphelia Creque - Israel - Ester Orgad - Italia - Mara Palvarini - Jamaica - Suzette Marilyn Wright - Japón - Shigeko Taketomi - Líbano - Georgina Rizk - Luxemburgo - Mariette Francoise Fay - Malasia - Yvette Baterman - Malta - Felicity Celia Carbott - México - María Luisa López Corzo - Nicaragua - Xiomara Paguaga Rodríguez - Noruega - Ruby Reitan - Nueva Zelanda - Linda Jane Ritchie - Panamá - Gladys Isaza Ramírez - Perú - Magnolia Martínez - Portugal - Maria Celmira Pereira Bauleth - Puerto Rico - Idalia Margarita "Beba" Franco - Singapur - Jenny Ser Wang - Surinam - Marcelle Darou - Suecia - Wivianne "Vava" Öiangen - Suiza - Anita Andrini - Tailandia - Warunee Sangsirinavin - Trinidad y Tobago - Sally Karamath - Túnez - Aida Mzali - Turquía - Filiz Vural - Uruguay - Alba Techeira García - Venezuela - Jeannette Amelia Coromoto Donzella Sánchez |

## Panel de jueces
- Julio Alemán
- Margareta Arvidsson, Miss Suecia 1966 y Miss Universo 1966
- Edilson Cid Varela
- Eileen Ford
- George Fowler
- Yousuf Karsh
- Dong Kingman
- Jean-Louis Lindican
- Line Renaud
- Hitsiro Watanabe
- Earl Wilson

- Datos: Q73798